# (400348) 2007 VO61
(400348) 2007 VO61 es un asteroide perteneciente al cinturón de asteroides descubierto el 16 de octubre de 2007 por el equipo del Mount Lemmon Survey desde el Observatorio del Monte Lemmon, Arizona, Estados Unidos.

## Designación y nombre
Designado provisionalmente como 2007 VO61.

## Características orbitales
2007 VO61 está situado a una distancia media del Sol de 2,519 ua, pudiendo alejarse hasta 2,832 ua y acercarse hasta 2,206 ua. Su excentricidad es 0,124 y la inclinación orbital 9,483 grados. Emplea 1461,05 días en completar una órbita alrededor del Sol.

## Características físicas
La magnitud absoluta de 2007 VO61 es 17,3. 